# Logit

Grafische Darstellung der Logit-Funktion logit(p) im Definitionsbereich von 0 bis 1, wobei die Basis des Logarithmus e ist.

Ein Logit ist in der Statistik der natürliche Logarithmus einer Chance, d. h. der
Wahrscheinlichkeit {\displaystyle p} geteilt durch die Gegenwahrscheinlichkeit {\displaystyle 1-p}. Unter der Logit-Transformation versteht man die Transformation von Wahrscheinlichkeiten in Logits. Diese wird in der logistischen Regression zur Spezifikation der Kopplungsfunktion verwendet.

## Definition
Ein Logit ist der natürliche Logarithmus einer Chance (Wahrscheinlichkeit {\displaystyle p} durch Gegenwahrscheinlichkeit {\displaystyle 1-p}, engl. odds) für eine Wahrscheinlichkeit {\displaystyle 0<p<1}, d. h.
{\displaystyle \operatorname {logit} (p):=\ln \left({\frac {p}{1-p}}\right)=\ln \left(\operatorname {odds} (p)\right)\;.}
Die Funktion {\displaystyle \operatorname {logit} \colon (0,1)\to \mathbb {R} } heißt Logit-Funktion. Wenn Wahrscheinlichkeiten {\displaystyle p\in (0,1)} in {\displaystyle \operatorname {logit} (p)\in \mathbb {R} } transformiert werden, spricht man auch von einer Logit-Transformation.

## Eigenschaften
- Die Logit-Funktion kann auch mit dem Areatangens Hyperbolicus dargestellt werden,

{\displaystyle \operatorname {logit} (p)=2\operatorname {artanh} (2p-1),\quad 0<p<1\;.}
- Es gilt

{\displaystyle \operatorname {logit} (p){\begin{cases}<0&{\text{für }}p<1/2\\=0&{\text{für }}p=1/2\\>0&{\text{für }}p>1/2\end{cases}}\;.}
- Die Logit-Funktion besitzt die Symmetrieeigenschaft

{\displaystyle \operatorname {logit} (1-p)=-\operatorname {logit} (p)\quad {\text{für alle }}0<p<1}
- Die Logit-Funktion ist differenzierbar und hat die Ableitungsfunktion

{\displaystyle \operatorname {logit} '(p)={\frac {1}{p(1-p)}}>0\quad {\text{für alle }}0<p<1\;.}
- Die Logit-Funktion ist invertierbar. Die Umkehrfunktion der Logit-Funktion ist die logistische Funktion (manchmal auch Expit oder Sigmoid genannt):

{\displaystyle F_{\text{logistisch}}(x):=\operatorname {logit} ^{-1}(x)={\frac {e^{x}}{1+e^{x}}}={\frac {1}{1+e^{-x}}},\quad x\in \mathbb {R} }.

## Anwendung
Die Logit-Funktion kann zur Linearisierung von sigmoiden Kurven verwendet werden und hat daher eine große Bedeutung für die Auswertung von ELISA-Kurven in der Biochemie erlangt.
Die Logit-Transformation ist von zentraler Bedeutung für die logistische Regression.